# Lucy Davis (skådespelare)
Lucy Clare Davis, född 17 februari 1973 i Birmingham, är en engelsk (brittisk) skådespelerska som spelar rollen som Hilda Spellman i Netflixserien Chilling Adventures of Sabrina. Hon är även känd för att ha spelat rollen som Dawn Tinsley i komediserien The Office, Dianne i skräck/komedifilmen Shaun of the Dead och Etta Candy i filmen Wonder Woman.